# Andrei Macrițchii
Andrei Macrițchii (13 febbraio 1996) è un calciatore moldavo, attaccante del Zimbru Chișinău. È fratello gemello del calciatore Valerii Macrițchii.

## Palmarès

### Club

#### Competizioni nazionali
- Campionato moldavo: 1

Sheriff Tiraspol: 2013-2014
- Supercoppa di Moldavia: 1

Sheriff Tiraspol: 2013, 2015